# Айттыру
Айттыру — сватовство невесты в Казахстане. Отец, задумывая женить своего сына, сначала определяет, есть ли у него избранница, если её нет, сам подыскивает невесту, которая смогла бы стать женой сына. Затем отец посылал кого-либо из знакомых или родственников либо сам шел в дом избранницы, чтобы узнать, не против ли айттыру родители невесты. К прибывшему повидать невесту отцу жениха обращается мать невесты со словами: «Кто не сватает невесту, тот не пьёт кумыса, если вам понравилась наша дочь, можете на это намекнуть». Отец жениха вешает на стену камчу и, символизируя начало сватовства, привязывает хорошего коня-иноходца. После этого дочь становится невестой. Камча, повешенная на стене, будет находиться там, пока не состоится пир-сватовство, то есть айттыру.